# Formigal
Formigal (Fromigal em aragonês) é uma urbanização pertencente ao município de Sallent de Gállego, no Alto Gállego, província de Huesca, Aragão.

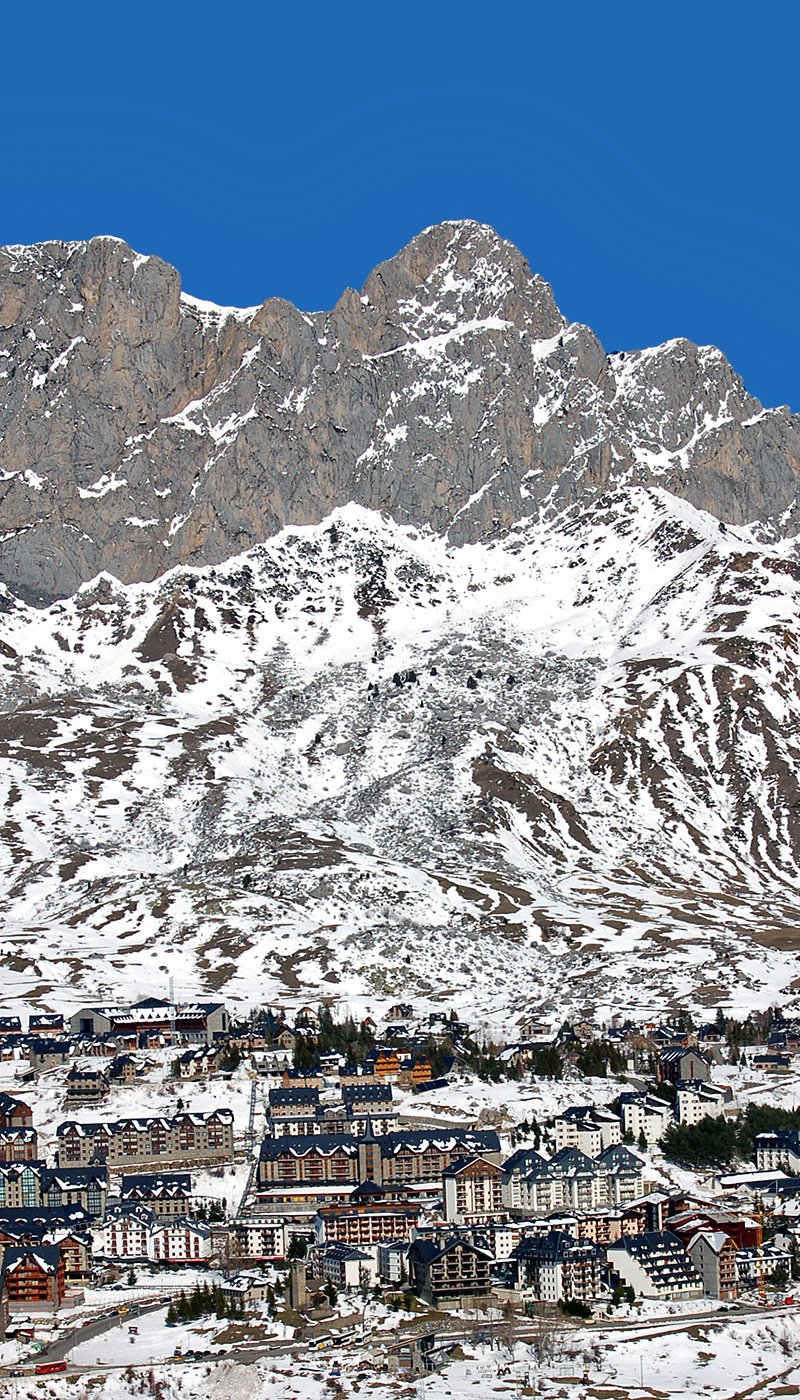
Vista de Formigal desde as pistas de esqui de Três Homens.

A origem da ligação da área ao esqui remonta a 1914, momento em que um padre francês que passava pela área deu a um vizinho de Sallent de Gallego alguns esquis. Posteriormente, em El carpintero del pueblo, dedicou-se a recriar esses aparelhos de madeira para distribuí-los pela vila, tornando-se o Vale de Tena uma das primeiras áreas da Espanha onde o esqui foi praticado. A urbanização foi fundada em 2 de maio de 1964, sob o nome de Formigal S. A., dentro de um complexo empresarial que, além da urbanização, procurava criar pistas de esqui e uma série de negócios complementares, como hotéis ou restaurantes. Formigal tornou-se um destino de férias de referência em Espanha para esquiadores e caminhantes.
Está formada pela urbanização anexa à estação de esqui Aramón Formigal, a escassos quilómetros da fronteira com França, a onde se acede através do porto do Portalet. A urbanização situa-se a uma altitude de 1.550 metros. A partir da urbanização pode-se observar alguns dos picos de montanha principais dos Pirenéus aragoneses e franceses, como o Midi d'Ossau, Balaitus ou os Picos do inferno.
A urbanização tem a sua própria igreja, a Igreja de São Salvador de Basarán, que foi transferida para a urbanização em 1974 da vila abandonada de Sobrepuerto. A Igreja de São Salvador de Basarán é datada em torno dos séculos X-XI e é de estilo moçárabe ou românico-lombardo. Pertence ao modelo do Serrablo e posteriormente foram adicionadas a torre e a porta, que embora não fossem originais da igreja, se enquadra dentro do estilo serrablés.
A lenda de Formigal conta que a sua origem se situa em dois deuses, Anayet e Arafita, que viviam no vale e tinham uma filha, Culibillas. Esta tinha uma grande paixão pelas formigas (em aragonês se traduz como formigas), que eram de cor branca e cobriam todas as encostas da montanha desta cor. Por isso, Culibillas decidiu nomear estas montanhas como Formigal, em homenagem às formigas.
| Evolução demográfica de Formigal | Evolução demográfica de Formigal | Evolução demográfica de Formigal |
| -------------------------------- | -------------------------------- | -------------------------------- |
| 2001                             | 2011                             | 2021                             |
| 152                              | 247                              | 205                              |